# عصيان لواء الموصل 1937
عصيان لواء الموصل أو تمرد اللواء أمين العمري هو عصيان حدث في لواء الموصل قديماً محافظة الموصل حالياً يوم 14 أغسطس 1936 بعد اغتيال بكر صدقي على يد الضابط محمود هندي ونائب العريف عبد الله التلعفري الذين ينتمون إلى تجمع الضباط القوميين وأرسلت وزارة الدفاع لجنة تحقيقية لكن آمر المنطقة اللواء أمين العمري قبض على اللجنة التحقيقية وأصدر بيان بعصيان أوامر الحكومة ودعى القادة العسكريين إلى مساندته وأدى هذا الانقلاب إلى سقوط وزارة حكمت سليمان بعد أعلان قادة عسكريين في عدة محافظات تأييدهم لهذا العصيان وانتهى هذا العصيان يوم 16 أغسطس1937 بعد استقالة حكمت سليمان.

## خلفية
بعد أن قام بكر صدقي بإسقاط وزارة ياسين الهاشمي واغتيال وزير الدفاع جعفر العسكري بالإضافة إلى العديد من الشخصيات السياسية، ويعُتقد أن بكر صدقي كان وراء هذه الاغتيالات وكذلك إلى حلم بكر صدقي بأقامة دولة كردية وإسقاط النظام الملكي مما أدى إلى ظهور العديد الخصوم ضده خاصة الضباط القوميون وكذلك من رؤساء العشائر التي قامت بالعديد من الحركات ضد وزارة ياسين الهاشمي عام 1935 (قبل سقوط الوزارة بعام ونصف) في جنوب وشمال العراق التي قام بكر صدقي بقمعها. ونتيجة لهذا الأمر كان بكر صدقي لا ينام في مكان واحد لأكثر من ليلة واحدة خاصة بعد أن وصلته أنباء عن محاولات لاغتياله.

## تفاصيل

### اغتيال بكر صدقي
تلقى بكر صدقي دعوة لحضور مناورات الجيش التركي التي ستقام في منتصف شهر أغسطس وسافر إلى الموصل وهبطت طائرته ظهر 11 أغسطس وكان في استقباله قائد القوة الجوية محمد علي جواد والطيار علي موسى وبينما كانوا يتحدثون في حديقة المطار دخل عليهم نائب العريف عبد الله التلعفري الذي أطلق النار على بكر صدقي في مؤخرة رأسه وثم قتل محمد علي جواد وتمكن الطيار علي موسى وعدد من الضباط الآخرين من القبض على عبد الله التلعفري بالإضافة إلى 36 ضابطًا كان لهم علاقة بعملية الاغتيال وأرسلت جثتي بكر ومحمد إلى بغداد وأصدرت وزارة الدفاع بياناً أعلنت فيه مقتلهما وارسال لجنة تحقيقية إلى الموصل.

### العصيان
عند وصول اللجنة التحقيقية إلى الموصل طالبت اللجنة بإرسال الضباط الموقوفين إلى بغداد لمحاكمتهم لكن اللواء أمين العمري آمر حامية الموصل رفض ذلك ووقف معه وكيل المتصرف جلال خالد وقائد الشرطة درويش لطفي وقام بإعتقال اللجنة التحقيقية وإطلاق سراح الضباط الموقوفين وأصدر بيان أعلن فيه العصيان لأوامر حكومة بغداد يوم 14 أغسطس وطالب بإستقالة وزارة حكمت سليمان وتشكيل حكومة برئاسة جميل المدفعي وأعلن أمراء حاميات كركوك والديوانية والحلة والسليمانية وقائد حامية معسكر الوشاش (في بغداد) تأييدهم للعصيان ومطالبة وبعد ذلك قدم حكمت سليمان تحت رضوخ العسكر يوم 16 أغسطس.